# Chaumont (Yonne)
Pour les articles homonymes, voir Chaumont.
Chaumont est une commune française située dans le département de l'Yonne en région Bourgogne-Franche-Comté.

## Géographie

### Climat
Pour des articles plus généraux, voir Climat de la Bourgogne-Franche-Comté et Climat de l'Yonne.
En 2010, le climat de la commune est de type climat océanique dégradé des plaines du Centre et du Nord, selon une étude du Centre national de la recherche scientifique s'appuyant sur une série de données couvrant la période 1971-2000. En 2020, Météo-France publie une typologie des climats de la France métropolitaine dans laquelle la commune est exposée à un climat océanique altéré et est dans la région climatique  Nord-est du bassin Parisien, caractérisée par un ensoleillement médiocre, une pluviométrie moyenne régulièrement répartie au cours de l’année et un hiver froid (3 °C). 
Pour la période 1971-2000, la température annuelle moyenne est de 11,1 °C, avec une amplitude thermique annuelle de 15,3 °C. Le cumul annuel moyen de précipitations est de 711 mm, avec 11,4 jours de précipitations en janvier et 7,6 jours en juillet. Pour la période 1991-2020, la température moyenne annuelle observée sur la station météorologique de Météo-France la plus proche, « La Brosse-Mx », sur la commune de La Brosse-Montceaux à 6 km à vol d'oiseau, est de 12,0 °C et le cumul annuel moyen de précipitations est de 652,9 mm. 
La température maximale relevée sur cette station est de 42,9 °C, atteinte le 25 juillet 2019 ; la température minimale est de −20,5 °C, atteinte le 17 janvier 1985,,. 
Les paramètres climatiques de la commune ont été estimés pour le milieu du siècle (2041-2070) selon différents scénarios d'émission de gaz à effet de serre à partir des nouvelles projections climatiques de référence DRIAS-2020. Ils sont consultables sur un site dédié publié par Météo-France en novembre 2022.

## Urbanisme

### Typologie
Au 1er janvier 2024, Chaumont est catégorisée petite ville, selon la nouvelle grille communale de densité à sept niveaux définie par l'Insee en 2022.
Elle est située hors unité urbaine. Par ailleurs la commune fait partie de l'aire d'attraction de Paris, dont elle est une commune de la couronne,. Cette aire regroupe 1 929 communes,.

### Occupation des sols
L'occupation des sols de la commune, telle qu'elle ressort de la base de données européenne d’occupation biophysique des sols Corine Land Cover (CLC), est marquée par l'importance des territoires agricoles (70,7 % en 2018), en augmentation par rapport à 1990 (68,1 %). La répartition détaillée en 2018 est la suivante : 
terres arables (63,9 %), forêts (20,4 %), zones urbanisées (7,7 %), zones agricoles hétérogènes (6,9 %), eaux continentales (1,2 %). L'évolution de l’occupation des sols de la commune et de ses infrastructures peut être observée sur les différentes représentations cartographiques du territoire : la carte de Cassini (XVIIIe siècle), la carte d'état-major (1820-1866) et les cartes ou photos aériennes de l'IGN pour la période actuelle (1950 à aujourd'hui).

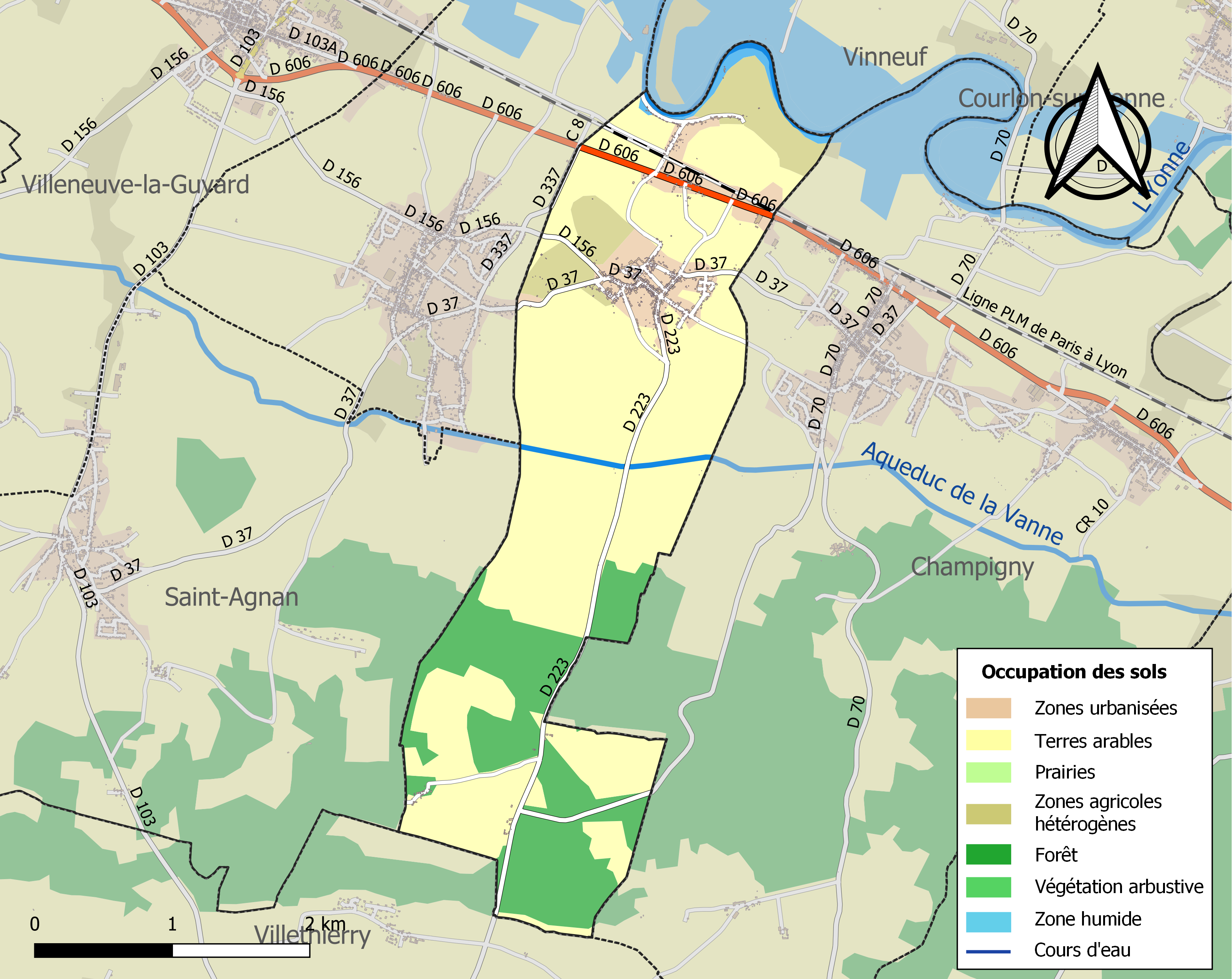
Carte des infrastructures et de l'occupation des sols de la commune en 2018 (CLC).

## Toponymie
Comme presque tous les Chaumont de France, il s'agit d'un "mont chauve"; issu du latin mons calvus / montem calvum.

## Préhistoire et Histoire

### Préhistoire

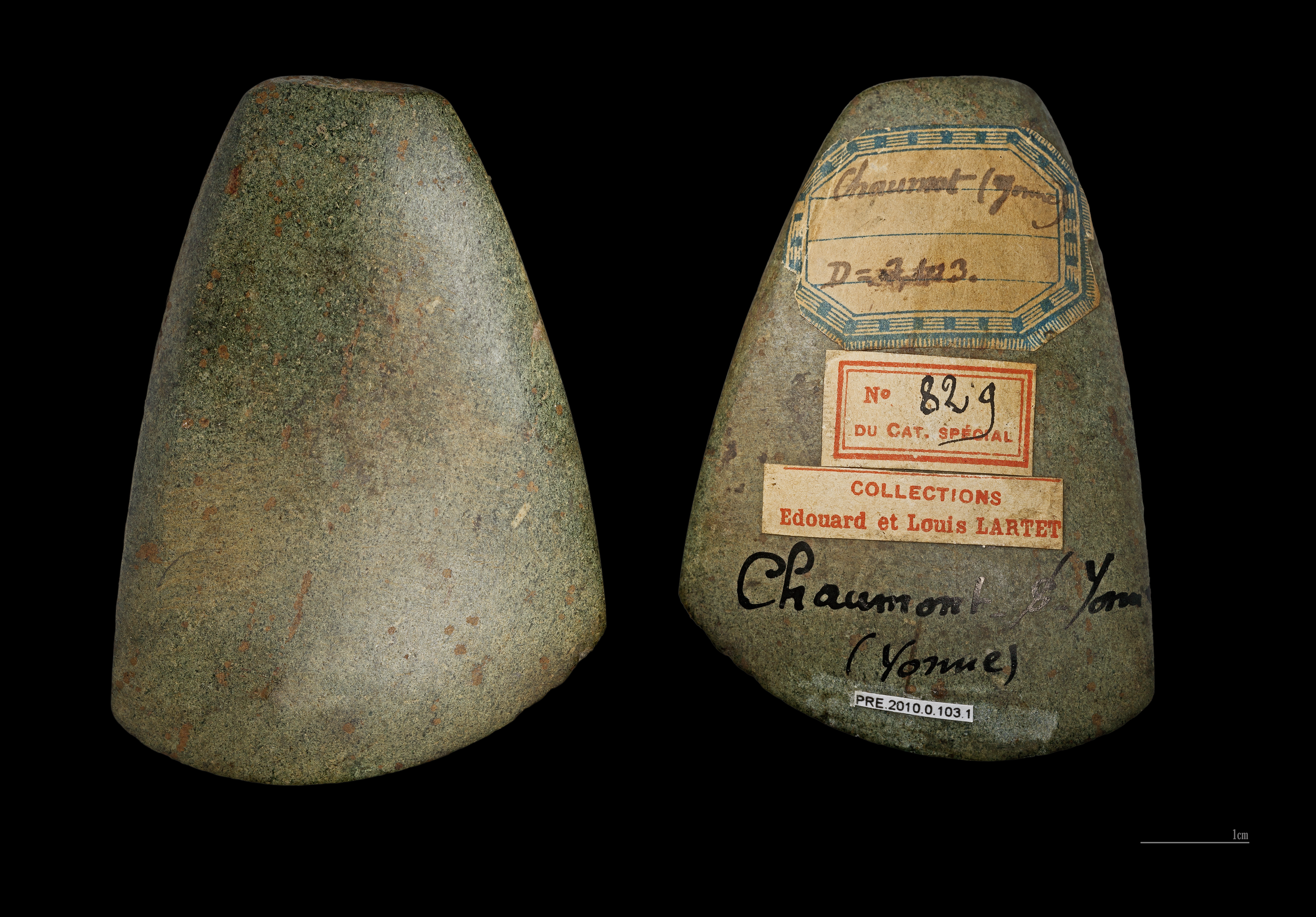
Hache de Chaumont, Néolithique, Muséum de Toulouse.

Une extrémité de hache en jadéite, du Néolithique, a été trouvé à Chaumont. Elle a fait partie de la collection d'Édouard puis de Louis Lartet.
Des poteries datant du Néolitihque, et plus particulièrement de la période rubanée ont également été découverts.

### Histoire
Chaumont est perchée au sommet d'une colline, blottie au pied de l'église. L'étymologie probable est Calvus Mons: le mont chauve. On trouve ce nom mentionné pour la première fois en 1112. Auparavant, Chaumont n'était sans doute qu'une terre seigneuriale. Elle ne deviendra paroisse qu'à partir de la construction de Notre-Dame de Chaumont. Les seigneurs de ces terres seront par alliance les des Barres. Parmi les premiers de cette maison on peut citer plusieurs personnages contemporains et peut-être frères dont : Fredelus, seigneur d’Oissery et Evrard des Barres, maître des Templiers.
Le premier petit-fils de Fredelus, Guillaume II des Barres, de la branche ainée, est celui qui illustra le nom de la famille. Chevalier sous Philippe-Auguste, il doit sa renommée à ses exploits lors de la bataille de Bouvines. Il meurt en 1234.
Un demi-frère de Guillaume II, Eudes Ier des Barres, deviendra par alliance le premier de la branche cadette des seigneurs de Chaumont. Il meurt probablement en 1233 et sa descendance, dont Jean II des Barres, maréchal de France, est avérée jusqu'au XVIe siècle.
Le château était à l’origine situé dans la Garenne, en bas de la colline, et aurait perduré jusqu’au XVIe siècle. Le château actuel, construit en haut de la colline, à quelques mètres de l’église, est aujourd’hui propriété privée.
Chaumont est le siège d'un ancien prieuré de l'ordre de Saint-Augustin, dépendant de l'abbaye de Saint-Jean-lès Sens.
Jusqu’à la fin du XIXe siècle, Chaumont était en grande partie composée de vignerons. Entre autres, il y avait La Grande Vigne, les Vignes de Beauregard ou encore le Vigner de la Fosse aux Chevaux. Un minuscule puceron du nom de phylloxéra mit un terme brutal à la vie vigneronne de Chaumont. Il apparut en 1864 et ne laissa rien derrière lui. Les hommes tentèrent néanmoins de maintenir son cépage, notamment en important des plants. Malheureusement, la qualité n’était plus la même.
Il reste encore, le long de la « voie Creuse », la route creusée dans la craie descendant vers la route nationale, des caves ayant abrité les tonneaux. On trouve aussi, dans quelques jardins, bien à l’abri des hauts murs de pierre, des pieds de vignes, donnant à l’automne des grappes sucrées et délicieuses, quand les merles ne sont pas passés avant nous…

### Seigneurie de la famille des Barres
Les lieux font partie des domaines des vicomtes de Sens, dont le centre est Vallery au XIIe siècle. Ils semblent être systématiquement inclus dans l'assiette des douaires des vicomtesses activés lors de leurs veuvages. Ainsi, Helissent, veuve du vicomte Garin, sera titrée dame de Chaumont en 1212. Cette pratique va perdurer pendant le XIIIe siècle.
À la disparition de la dernière vicomtesse de Sens, Ermensent, peu après 1202, les domaines vicomtaux sont partagés entre les enfants issus de ses deux mariages. La descendance de son premier mari (Laurent de Vendeuvre), reçoit Vallery (1208). Celle de son second mari (Galeran), en la personne de sa fille cadette Héloïse, reçoit Chaumont (1224).
Héloïse (+1253) épouse vers 1200 le chevalier Eudes des Barres (+1233). Il avait pour parents Guillaume Ier des Barres (+ av. 1182), seigneur d'Oissery qui, devenu veuf, s'était remarié avec Helissent, veuve du vicomte de Sens Garin (+1168). Pour autant, Eudes des Barres ne descend pas des vicomtes de Sens. Ce sont les tractations des deux belles-sœurs (Ermensent mère d'Héloïse, et Helissent mère d'Eudes des Barres) qui conduisent au mariage d'Eudes des Barres et d'Héloïse. Mais c'est l'héritage de la seule Ermensent qui amène à la création de la seigneurie de Chaumont.
Eudes des Barres est le frère cadet et germain d'un autre Guillaume des Barres, Guillaume II. Ce chevalier extrêmement célèbre de son temps, s'est mesuré en duel singulier à Richard Cœur de Lion, et s'est illustré à la bataille de Bouvines. Il est souvent confondu avec l'ancêtre du seigneur de Chaumont.
Le couple Eudes-Héloïse gère des domaines qui vont de Sens à Villeneuve-la-Guyard, et de Diant à Mâlay-le-Vicomte (-le-Grand), répandus sur 25 villages. En 1224, Héloïse est dame de Chaumont. Sa nombreuse descendance émiettera progressivement l'héritage ancestral, provoquant l'érection de nouvelles seigneuries : Diant (1264), Villeneuve-la-Guyard (1267). Malgré tout, Chaumont va demeurer fidèlement dans la descendance de la famille des Barres jusqu'au milieu du XVe siècle, puis dans sa descendance féminine au XVIe siècle (famille de Buffevant).
Pierre des Barres, fils des précédents, est seigneur de Chaumont en 1255, juste après le décès de sa mère. Il meurt entre 1263 et 1265. Il est le dernier à maintenir l'unité de la seigneurie de Chaumont. Après lui, les domaines sont morcelés. On notera que deux de ses fils[réf. nécessaire] se sont implantés dans l'Auxerrois (Chitry 1269) où leur arrière-grand-mère Helissent avait déjà de grands biens.

## Politique et administration
| Période | Période  | Identité          | Étiquette | Qualité |
| ------- | -------- | ----------------- | --------- | ------- |
| 2020    | En cours | Catherine Devinat |           |         |
| 2008    | 2020     | Denise Brosseron  |           |         |
| 1995    | 2008     | Robert Skopinski  |           |         |
| 1989    | 1995     | Charles Rossignol |           |         |
| 1983    | 1989     | Lucien Coche      |           |         |
| 1947    | 1983     | Georges Delajon   |           |         |
| 1945    | 1947     | Georges Rongier   |           |         |
| 1944    | 1945     | Jean Benazet      |           |         |
| 1934    | 1944     | Désiré Hattier    |           |         |
| 1921    | 1934     | Victor Tantot     |           |         |
| 1919    | 1921     | Gustave Rossignol |           |         |
| 1900    | 1919     | Théophile Veau    |           |         |

## Démographie
L'évolution du nombre d'habitants est connue à travers les recensements de la population effectués dans la commune depuis 1793. Pour les communes de moins de 10 000 habitants, une enquête de recensement portant sur toute la population est réalisée tous les cinq ans, les populations de référence des années intermédiaires étant quant à elles estimées par interpolation ou extrapolation. Pour la commune, le premier recensement exhaustif entrant dans le cadre du nouveau dispositif a été réalisé en 2004.

En 2022, la commune comptait 659 habitants, en stagnation par rapport à 2016 (Yonne : −1,95 %, France hors Mayotte : +2,11 %).
| 1793 | 1800 | 1806 | 1821 | 1831 | 1836 | 1841 | 1846 | 1851 |
| ---- | ---- | ---- | ---- | ---- | ---- | ---- | ---- | ---- |
| 487  | 517  | 545  | 535  | 544  | 550  | 619  | 634  | 654  |

| 1856 | 1861 | 1866 | 1872 | 1876 | 1881 | 1886 | 1891 | 1896 |
| ---- | ---- | ---- | ---- | ---- | ---- | ---- | ---- | ---- |
| 586  | 564  | 482  | 496  | 475  | 430  | 395  | 409  | 411  |

| 1901 | 1906 | 1911 | 1921 | 1926 | 1931 | 1936 | 1946 | 1954 |
| ---- | ---- | ---- | ---- | ---- | ---- | ---- | ---- | ---- |
| 373  | 357  | 340  | 305  | 305  | 294  | 306  | 335  | 320  |

| 1962 | 1968 | 1975 | 1982 | 1990 | 1999 | 2004 | 2006 | 2009 |
| ---- | ---- | ---- | ---- | ---- | ---- | ---- | ---- | ---- |
| 303  | 273  | 306  | 313  | 552  | 551  | 601  | 600  | 606  |

| 2014 | 2019 | 2022 | - | - | - | - | - | - |
| ---- | ---- | ---- | - | - | - | - | - | - |
| 650  | 645  | 659  | - | - | - | - | - | - |

## Culture locale et patrimoine

### Lieux et monuments
- Église Notre-Dame du XIIe siècle et le musée.
- Cheminée géodésique.
- Le château. A été le siège de la seigneurie de Chaumont depuis le XIIIe siècle.

### Personnalités liées à la commune
- René Binet (1866-1911), architecte.
- Jean II des Barres, chevalier, seigneur de Chaumont, maréchal de France.